# Глухий губно-зубний африкат
Глухий губно-зубний африкат ([p̪͡f] у МФА) — рідкісний приголосний-африкат, що починається як губно-зубний проривний [p̪] та закінчується як глухий губно-зубний фрикативний [f].
Цей звук є у діалекті СіНкуна мови тсонга, як-от у слові [tiɱp̪͡fuβu] — «гіпопотами», а також аспірована його версія [ɱp̪͡fʰuka] — «відстань» (на відміну від [ɱfutsu] — «черепаха», що показує, що звук [p] не є епентезою). Також у цьому діалекті є дзвінкий губно-зубний африкат, [b̪͡v], наприклад у слові [ʃileb̪͡vu] — «підборіддя». У згаданому діалекті немає глухого губно-зубного фрикативного [f], є лише глухий губно-губний фрикативний, наприклад, [ɸu] — «завершений». (Втім, є обидва дзвінкі фрикативні: [β] та [v].)
У німецькій мові є подібний звук, /p͡f/ у слові Pfeffer /ˈp͡fɛfɐ/ ('перець') та у слові Apfel /ˈap͡fəl/ ('яблуко'). Через фонотактичні обмеження, цей звук не виникає після подовження голосних, дифтонгів або фонеми /l/. Відрізняється від справжнього губно-зубного африката тим, що починається, як губно-губний звук, після чого при вимові нижня губа трохи висувається назад, і звук завершується як фрикативний.
Звук може виникати в англійській мові у словах, де один склад завершується на «p» та наступний починається з «f», як у наступних словах: «helpful», «stepfather».

## Властивості
- Спосіб творення — несибілянтний африкат.
- Є два варіанти творення проривної частини звуку:
  - Губно-губний, тобто артикулюється обидвома губами. Африкат з таким проривним звуком зветься губним-губно-зубним.
  - Губно-зубний, тобто артикулюється нижньою губою та верхніми зубами.
- Місце творення фрикативної частини звуку — губно-зубне, тобто він артикулюється нижньою губою проти верхніх зубів.
- Тип фонації — глуха, тобто цей звук вимовляється без вібрації голосових зв'язок.
- Це ротовий приголосний, тобто повітря виходить крізь рот.

- Це центральний приголосний, тобто повітря проходить над центральною частиною язика, а не по боках.

- Механізм передачі повітря — егресивний легеневий, тобто під час артикуляції повітря виштовхується крізь голосовий тракт з легенів, а не з гортані, чи з рота.

## Приклади
| Мова                | Мова                                | Слово        | МФА             | Переклад            | Примітки |
| ------------------- | ----------------------------------- | ------------ | --------------- | ------------------- | --- |
| Бурушаскі[джерело?] | Бурушаскі[джерело?]                 | iphusimi     | [ip̪͡fusimi]      | 'він його зав'язує' | Варіюється з /pʰ/. Також може звучати, як /f/. |
| Англійська          | Деякі носії                         | helpful      | [ˈhɛɫp̚ˌp̪͡fəɫ]    | 'корисний'          | Виникає в деяких мовців при стику приголосних /pf/                                                                                                |
| Англійська          | Деякі носії                         | info         | [ˈɪɱˌp̪͡fəʊ̯]      | 'інформація'        | Алофон /f/ після носових приголосних, виникає як епентеза, зазвичай під час швидкої розмови.                                                      |
| Німецька            | Стандартизована                     | Pfirsiche    | [ˈp͡fɪɐ̯zɪçə] д·і | 'персики'           | Губний-губно-зубний . Виник на місці /p/ при пересуванні приголосних у верхньонімецькій у VIII сторіччі. Див. Фонетика і фонологія німецької мови |
| Німецька            | Швейцарська                         | Soipfe       | [ˈz̥oi̯p͡fə]       | 'мило'              | Губний-губно-зубний. Приклад з цюрихського діалекту.                                                                                              |
| Італійська          | Деякі центрально- південні діалекти | infatti      | [iɱˈp̪͡fät̪̚t̪i]     | 'дійсно, звичайно'  | Губно-зубний, алофон /f/ після носових. |
| Люксембурзька       | Люксембурзька                       | Kampf        | [ˈkʰɑmp͡f]       | 'бій'               | Тільки у запозиченнях з німецької. |
| Нгіті               | Нгіті                               | pfɔ̀mvɔ       | [p̪͡fɔ̀ɱ(b̪)vɔ̄]     | 'дух води'          | Рідше [p͡ɸ] |
| Кіньяруанда         | Кіньяруанда                         | gupfundikira | [gup̪͡fu:ndiciɾa] | 'зачиняти'          | |
| Мандаринська        | Сіаньський діалект                  | 猪/豬 zhū    | [p̪͡fú²¹]         | 'свиня'             | Через огублення ретрофлексних проривних у середньокитайській.                                                                                     |
| Словенська          | Словенська                          | pfenig       | [ˈp̪féːnìk]      | 'пфеніг'            | Трапляється рідко, переважно у запозиченнях з німецької.                                                                                          |
| Сопвома             | Сопвома                             | ōpfǒ         | [o̞˧p̪͡fo̞˦]        | 'батько'            | У деяких словах може звучати, як аспірований [p̪͡fʰ].                                                                                               |
| Тсонга              | діалект СіНкуна                     | timpfuvu     | [tiɱp̪͡fuβu]      | 'гіпопопотами'      | Протиставляється придиховій формі того ж звуку.                                                                                                   |